# Deutsche Philosophie
Als Deutsche Philosophie bezeichnet man die Philosophie des deutschen Sprachraums. Aufgrund der aufgespaltenen deutschen Geschichte begann die deutsche Philosophie naturgemäß erst relativ spät, ein genuin nationales Profil zu entwickeln – bedeutende Beiträge zur europäischen Geistesgeschichte lieferten deutsche Philosophen aber zu allen Zeiten.
Erst seit dem 18. Jahrhundert beginnt sich eine typisch deutsche Herangehensweise an die Philosophie zu entwickeln, die nicht nur den Inhalt und die Sprache, sondern auch den Habitus der Philosophen umfasst. Deutsche Philosophie bleibt über lange Zeit eine akademische Angelegenheit; die Öffentlichkeit nimmt an den Debatten und Themen keinen Anteil.
In ihrem universitären Umfeld greifen die deutschen Philosophen bevorzugt Problemstellungen auf, die aus den wissenschaftlichen Entwicklungen der Disziplinen in der jeweiligen Epoche entspringen. Auch die philosophischen Schulen und Strömungen passen sich diesem Trend an.

## Das Mittelalter
Die Voraussetzungen für eine Entwicklung der Geisteswissenschaften wurden mit Karl dem Großen beginnend in der karolingischen und ottonischen Renaissance geschaffen, indem Kloster- und Palastschulen eingerichtet werden, in denen die septem artes liberales, die sieben freien Künste gelehrt werden. Dabei werden hauptsächlich antike Texte rezipiert, die ausschließlich auf Latein verfasst sind.
Die erste deutsche philosophische Terminologie wird vom Schweizer Notker Labeo geschaffen; doch findet diese keinen Eingang in die Schriftwerke (siehe 17. Jahrhundert). Diese Sprachentwicklung wird hauptsächlich im Rahmen der deutschen Mystik, deren Hauptvertreter Meister Eckhart ist, vollendet. Eine weitere Vertreterin der deutschen Mystik ist Hildegard von Bingen.
Im Hochmittelalter wird Albertus Magnus zum wichtigsten Vertreter deutscher Philosophie, die ganz unter dem gesamteuropäischen Einfluss der Scholastik stand.
Zum Beginn des 15. Jahrhunderts lebt Nikolaus von Kues, der als vornehmste Aufgabe der Philosophie das dialektische Denken des Zusammenfalles des Gegensätzlichen, coincidentia oppositorum bestimmt. Dieses Anliegen steht in totalem Gegensatz zum damals herrschenden logischen Verständnis des Widerspruchsdenkens als Falschheitsdenken. Als erster verdeutlicht er seine Denkmethode mit mathematischen Betrachtungen zum Unendlichkeitsbegriff: Im unendlich Großen fallen Kreisumfang und Gerade zusammen und werden identisch. Im infinitesimal Kleinen koinzidieren Kugeloberfläche und Punkt. Mit seiner Philosophie nimmt Kues viele Denker vorweg, unter anderem Kopernikus und Kepler, die das folgende Jahrhundert in seiner ersten Hälfte stark bestimmten.

## Humanismus, Reformation und die kopernikanische Wende – das 16. Jahrhundert
- Nicolaus Copernicus
- Reformation, Luther
- Humanismus aus Italien / Renaissance

## Systemphilosophie im 17. Jahrhundert
Bis zum 17. Jahrhundert waren Rechts- und Naturphilosophie (Paracelsus) vorherrschend. Der erste universale Denker der Neuzeit war Leibniz, der ab Mitte des 17. Jahrhunderts in Berlin wirkte. Er war der Begründer des deutschen Rationalismus. Mit seiner Monadenlehre versuchte er, eine Welterklärung zu geben, die einerseits die mechanistische Weltsicht des französischen Denkers Descartes berücksichtigen, andererseits aber auch mit den religiösen Vorstellungen der Zeit vereinbar sein sollte. Dazu entwarf er ein rationalistisch-idealistisches Denkgebäude, in dessen Zentrum die Monade, lebendige, einfache Einheiten, aus denen das Weltganze aufgebaut sein sollte. Da Gott die Urmonade repräsentiert, hat er diese Funktion benutzt, um alle Monaden zu einem harmonisch geordneten Kosmos abzustimmen und damit eine so genannte prästabilierte Harmonie zu erzeugen. Daher dachte Leibniz unsere Welt als die beste aller möglichen.
Als Erster bediente sich Christian Thomasius in seinen philosophischen Werken der deutschen Sprache, die bisher stets in Latein abgefasst worden waren. Thomasius war es auch, der 1687 die erste deutschsprachige Universitätsvorlesung hielt.

## Die deutsche Aufklärung im 18. Jahrhundert
Die deutsche Aufklärung ist Teil einer geistigen Bewegung oder Strömung, die im 17. und 18. Jahrhundert in weiten Teilen Europas Wirkung zeitigte. Ihre Wurzeln finden sich hauptsächlich in Frankreich und England. Bedeutende Vertreter der deutschen Aufklärung waren Christian Thomasius, Christian Wolff, Moses Mendelssohn, Lessing, Immanuel Kant, Herder und viele andere mehr.
Thomasius kündigte Ende der 1680er Jahre an, dass er seine Vorlesungen nunmehr in der deutschen Sprache halten werde. Dies bedeutete ebenso einen Bruch mit der scholastischen Schulphilosophie der orthodoxen Theologie, wie eine Hinwendung zur Alltagssprache und den Alltagsproblemen. Er stellte Fragen der Lebensklugheit in den Mittelpunkt seines Denkens und forderte seine Leser und Schüler zum selbständigen Denken auf. Diese Forderung war grundlegend neu. Bisher galt es im Rahmen der Schulphilosophie Reflexionen auf die Autoritätsmeinungen geistlicher Vordenker anzustellen. Thomasius genügte dies jedoch nicht mehr, er forderte vielmehr, dass die Autoritäten selbst zu hinterfragen seien. Diese Art philosophischen Denkens, die eigene Erfahrungen und eigene Lektüren von verschiedenen Autoren miteinbezog, nannte er Eklektik. Von der Eklektik führt ein roter Faden bis zu Kants Konzeption der Mündigkeit.
Kants so genannte kritische Philosophie stellt sich vier zentrale Fragen:
1. Was kann ich wissen?
2. Was soll ich tun?
3. Was darf ich hoffen?
4. Was ist der Mensch?

Die Antworten auf diese Fragen sucht Kant in seinen drei wichtigsten Werken, den Kritiken. In jeder der Kritiken werden die Erkenntnismöglichkeiten für einen bestimmten Wirklichkeitsausschnitt untersucht und Kategoriensysteme zur Beschreibung derselben herausgearbeitet. 1781 erscheint die Kritik der reinen Vernunft, in der er die Mathematik, die Naturwissenschaften und die Metaphysik auf ihre Möglichkeiten untersucht. Die Kritik der praktischen Vernunft (1788) untersucht Ethik, Politik und Recht, während sich die Kritik der Urteilskraft von 1790 mit dem Herstellen von Kunstwerken und technischen Geräten und der daraus möglichen Erkenntnis beschäftigt.
Obgleich er selbst die damals wohl ausführlichste Antwort auf seine vier Grundfragen gegeben hat, hat er es doch nicht versäumt mit seinem berühmten Aufsatz Beantwortung der Frage: Was ist Aufklärung von 1784 auch andere zum Nachdenken über diese Fragen aufzufordern. Den darin geforderten Mut zum eigenen Denken und das Abschütteln aller Bevormundung zeigte er selbst in einer Vielzahl einzelwissenschaftlicher und an den Fragen der Zeit orientierten Aufsätzen und Artikeln.

## 19. Jahrhundert – das Maschinenzeitalter
Die Kant'sche Philosophie, die ein ganzes Kapitel der Philosophie, den Streit zwischen Empiristen und Rationalisten, beendete, wurde zum Ausgangspunkt neuer Debatten und Systeme.

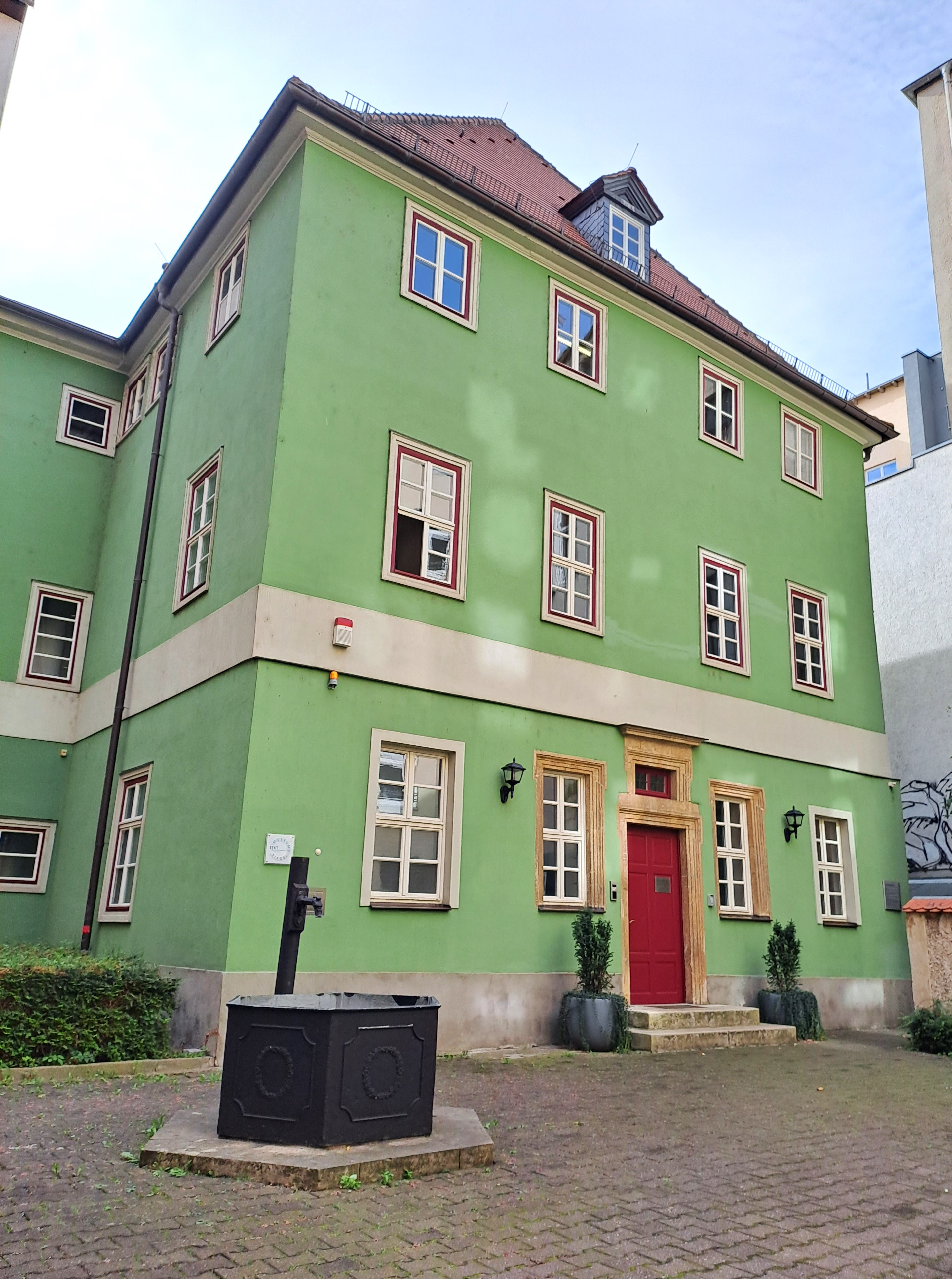
Das Romantikerhaus Jena im ehemaligen Wohnhaus des Philosophen Johann Gottlieb Fichte steht repräsentativ für die Bedeutung des deutschen Idealismus um 1800 und dessen Einfluss auf andere Geistesströmungen.

Dabei beriefen sich die deutschen Idealisten auf die so genannte idealistische Ausarbeitung des „Ding-an-sich“-Problems in der ersten Ausgabe der Kritik der reinen Vernunft, während die Realisten sich auf die realistische Variante in der zweiten Ausgabe desselben Werkes stützten.
Mit dem deutschen Idealismus erlangte die deutsche Philosophie Weltgeltung. Zentrum des deutschen Idealismus bildete um 1800 Jena, dessen liberale Universität die Hauptvertreter des Idealismus anzog. Zu ihnen gehörten Johann Gottlieb Fichte, Friedrich Wilhelm Joseph Schelling und Friedrich Hegel. Fichte und Schelling prägten die Philosophie der Frühromantik nachhaltig. In mehrere Richtungen schuldbildend wirkte hingegen die Philosophie Hegels: Sowohl der Hegelianismus als auch der Marxismus basieren unter anderem auf seinem Denken.
- Vormärz

Die zweite Hälfte des 19. Jahrhunderts stand im Zeichen der Industrialisierung und brachte dementsprechende Philosophien hervor: dieser Satz hätte wahrscheinlich die Unterstützung des Mannes gefunden, der den Satz Das gesellschaftliche Sein bestimmt das Bewusstsein prägte. Dieser Satz war einer der Leitsätze der Philosophie von Karl Marx. Die großen Fortschritte in Naturwissenschaft und Technik führten auch in Marx’ Denken zu einer naturgesetzlich angelegten Gesellschaftstheorie und einem deterministischen Geschichtsbild.
- Wendung zum Erfahrungswissen
- Positivismus

Die zweite wichtige Strömung des 19. Jahrhunderts war die Lebensphilosophie mit ihren Hauptvertretern Dilthey, Schopenhauer und Nietzsche.

## 20. Jahrhundert – Verrätselung der Wirklichkeit
Das 20. Jahrhundert brachte mit seinen neuen naturwissenschaftlichen Erkenntnissen die in den letzten Epochen seit der Säkularisierung zurückgewonnene geistige Sicherheit wieder ins Wanken. Die Unschärferelation Heisenbergs, die Relativitätstheorien Einsteins, und die psychoanalytischen Theorien Sigmund Freuds, um nur drei wichtige Beispiele zu nennen, hatten Auswirkungen auf das Lebensgefühl der Epoche und damit in Kunst (Abstrakte Kunst, Kandinsky), Wissenschaft und Philosophie.
So standen am Beginn des 20. Jahrhunderts der Neukantianismus und die Phänomenologie als wichtigste neue Strömungen der Philosophie.
- Aus der Phänomenologie entwickelten die deutschen Philosophen Martin Heidegger und Karl Jaspers im Laufe dieser Epoche die Existenzphilosophie.
- Ausgehend vom Marxismus entwickelte Ernst Bloch seine Philosophie der Hoffnung.

## Deutsche Philosophie nach dem Zweiten Weltkrieg
Nach dem Zweiten Weltkrieg wandte sich die deutsche Philosophie schwerpunktmäßig Themen aus Anthropologie, Soziologie, Ethik und Sprachphilosophie zu.
- Hans Georg Gadamer (Sprachphilosophie): Vorbild angelsächsischer Raum
- Adorno und die Frankfurter Schule (kritische Theorie, Soziologie)
- Anthropologie (Arnold Gehlen)
- (Re)Europäisierung und Internationalisierung
- logisch-wissenschaftstheoretische und methodologische Orientierung des kritischen Rationalismus, u. a. Karl Popper
- Habermas: Diskursethik
- praktische Philosophie